# Philodendron narinoense
Philodendron narinoense är en kallaväxtart som beskrevs av Thomas Bernard Croat. Philodendron narinoense ingår i släktet Philodendron och familjen kallaväxter. Inga underarter finns listade.